# Росс, Вячеслав Юрьевич
Вячеслав Юрьевич Росс (Слава Росс; род. 22 октября 1966, Бердск Новосибирская область) —  российский кинорежиссёр, сценарист, кинопродюсер.

## Биография
Вячеслав Росс родился 22 октября 1966 года в Бердске (Новосибирская область) в семье инженеров. В школьные годы занимался в детской театральной студии. Учился в Новосибирском водном институте. Не окончив институт, Вячеслав поступил в Новосибирское театральное училище на актёрский факультет. После окончания училища был приглашён в Новосибирский драматический театр «Красный факел». В 1989—1996 годах Вячеслав был ведущим актёром этого театра, исполнял главные роли в спектаклях «Ромео и Джульетта», «Игра воображения», «Гарольд и Мод», «Как важно быть серьёзным», «Чайка». Исполнил роль Ричарда Львиное Сердце в американской постановке «Лев зимой» (1997—1999). Сыграл главную роль в фильме Ижевской киностудии «Тень Алангасара».
Затем Росс поступил во ВГИК на режиссёрский факультет в мастерскую Владимира Хотиненко и Владимира Фенченко. В 2001 году он был удостоен стипендии «Фонда Сергея Эйзенштейна» как лучший студент, а в 2004 году стипендии Президента Российской федерации как лучший студент, по итогам обучения включен в Президентский справочник интеллектуальных ресурсов России.
В 2002 году Слава Росс снял свой первый короткометражный фильм «Мясо», который получил 27 международных наград. В 2003 году вместе с партнёрами Росс основал кинокомпанию «Тундра Фильм». Громкий дебют в кино позволил Россу войти в список программы поддержки молодых режиссёров «Cannes Residence». В рамках этой программы Росс написал сценарий по своей новелле «Забытые в Сибири» и сценарий «Тупой жирный заяц», по которому в 2006 году снял свой первый полнометражный фильм. Фильм получил несколько международных наград.
В 2011 году Слава Росс выпустил второй полнометражный фильм — драму «Сибирь. Монамур» (кинокомпания «Тундра Фильм» и продюсерская компания Люка Бессона «EuropaCorp»). Фильм «Сибирь. Монамур» Славы Росса получил семьдесят наград на международных кинофестивалях.
Следующий фильм режиссёра — социальная мелодрама «Сын», ставшая фильмом закрытия XXV фестиваля российского кино «Окно в Европу» в 2017 году. Первоначально  картина была снята как мини-сериал (четыре серии) для Первого канала. Но сериал на Первом канале так и не вышел. Его показали в Латвии и Казахстане. Затем из отснятого материала студия смонтировала полнометражный фильм. На Сочинском международном кинофестивале (SIFFA) Росс был награждён призом за лучшую режиссуру.
Член Гильдии кинорежиссёров России.

### Личная жизнь
- Жена — Соня Росс, российская актриса, режиссёр.

## Фильмография

### Роли в кино
- 1994 — Тень Алангасара — Дунай
- 2006 — Тупой жирный заяц — Алексей Эдуардович

### Режиссёр
- 2003 — Мясо (короткометражный)
- 2006 — Тупой жирный заяц
- 2011 — Сибирь. Монамур
- 2017 — Сын
- 2017 — Оперетта капитана Крутова
- 2020 — Только серьёзные отношения
- 2024 год - "Догги" (премьера ожидается осенью 2024 года)

### Сценарист
- 2003 — Мясо (короткометражный)
- 2006 — Тупой жирный заяц
- 2011 — Сибирь. Монамур
- 2017 — Сын
- 2020 — Только серьёзные отношения
- 2024 год - "Догги" (премьера ожидается осенью 2024 года)

### Продюсер
- 2006 — Тупой жирный заяц
- 2011 — Сибирь. Монамур
- 2020 — Только серьёзные отношения
- 2024 год - "Догги" (премьера ожидается осенью 2024 года)

## Призы и награды

### За фильм «Тупой жирный заяц»
- VIII Открытый Кинофестиваль Комедии «Улыбнись, Россия!»: Приз за лучший двойной дебют (режиссёр и продюсер) — Славе Россу[5].
- 15-й Кинофестиваль Российского Кино в Онфлёре (Франция): Приз Регионального совета Нормандии за лучший дебют и Приз за лучший сценарий[6].
- Национальная профессиональная премия за лучший продюсерский дебют «СНЯТО!»: Специальный приз «Понизовая вольница», учрежденный Оргкомитетом в честь 100-летия Российского кинематографа и в память о славных русских пионерах-продюсерах «за смелость и упорство, азарт и риск»[7].
- Festival of Nations (Эбенси, Австрия): Приз «Бронзовый медведь».
- 3rd Schweitzer Lakedance Film Festival (Sandpoint, Idaho) (США): Приз за лучший иностранный фильм.
- 56th The Columbus International Film + Video Festival (CIFVF) (США): Главный приз — «The Chris Statuette» — (Fat Stupid Rabbit, Slava Ross, VGIK)[8].

### За фильм «Сибирь. Монамур»
- Главный приз фестиваля «Дух огня» в Ханты-Мансийске за фильм «Сибирь. Монамур»[9].
- 10-й Римский независимый кинофестиваль (Rome Independent Film Festival (RIFF) — Премия за лучший иностранный фильм за фильм «Сибирь. Монамур»[10], (Рим, Италия).
- XIX фестиваль Российского кино «Окно в Европу» в Выборге — 2011, Специальный Приз жюри за режиссуру и Приз союза журналистов за лучший сценарий, фильм «Сибирь. Монамур»[11].
- Brooklyn International Film Festival, Премия Best New Director за фильм «Сибирь. Монамур»[12], (Бруклин, Нью Йорк, США).
- Valencia International Film Festival Cinema Jove 2011, Главный приз LUNA DE VALENCIA to the best feature film[13], (Валенсия, Испания).
- International Film Festival Tofifest 2011 in Toruń, Poland, Award for best director and award them. Zygmunt Kałużyński the most inspiring scene in the film competition[14], (Торунь, Польша).
- МКФ «Балтийские дебюты» 2011, г. Калининград, Приз за лучшую режиссёрскую работу, фильм «Сибирь, Монамур»[15].
- Moondance International Film Festival, Boulder, Colorado, USA, Best Feature Film, Audience Fevorite Feature Film, фильм «Сибирь, Монамур»[16], (Боулдер, Колорадо, США).
- 16th International Film Festival, Ourense 2011, «Calpurnia» Grand Prix for Best Feature Film, Audience Award for Best Feature Film, University Jury Award[17], (Оренсе, Галисия, Испания).
- IX Московский фестиваль отечественного кино «Московская премьера» 2011, Гран-при газеты «Московский комсомолец» за фильм «Сибирь. Монамур»[18].
- IX Фестиваль «Амурская осень», Гран при им. Валерия Приемыхова за лучший фильм — «Сибирь. Монамур» и Приз за лучшую режиссёрскую работу — Слава Росс «Сибирь. Монамур»[19].
- V Всероссийский фестиваль духовного кино «Десять заповедей» (24-27 ноября 2011, Тамбов): приз за лучшую режиссёрскую работу.
- Кинофестиваль «Московская премьера в Риге» (Латвия): приз за лучший фильм.
- XVII Международный кинофестиваль фильмов о правах человека «Сталкер», Приз «Сталкер» за лучший игровой фильм — «Сибирь, Монамур», режиссёр Слава Росс[20].
- V Чебоксарский международный кинофестиваль[21]: Гран-при «За лучший игровой фильм» и Приз «За лучший сценарий».
- Х Festival Internacional de Cine de Cuenca (FICC) в Эквадоре[22]: Гран-при «За лучший игровой фильм» и Приз за лучшую режиссёрскую работу.
- Фестиваль Российского кино в Канаде — Toronto Russian Film Festival (TRFF-2012), Торонто, Канада: Главный приз — «Бриллиантовый Единорог» — «За мастерство и высокий художественный уровень воплощения на экране идей гуманизма и вечных духовных ценностей»[23].
- IV Профессиональная Премия за лучший продюсерский дебют «СНЯТО!»: приз в главной номинации «Лучший продюсер»[24].
- 7-й Кипрский международный кинофестиваль, Никосия, Кипр[25]: приз прессы.
- III международный кинофестиваль стран Арктики «Северное сияние», Санкт-Петербург: Гран-При фестиваля и приз за лучший сценарий[26]
- 10-й международный кинофестиваль в Тиране: Гран при фестиваля — «За захватывающую элегию, рассказанную в лучших традициях русского кинематографа»[27].
- The California Film Awards, Сан-Диего, Калифорния, США: приз за лучший иностранный фильм[28].
- Фестиваль независимого кино The Idyllwild CinemaFest[англ.] (ICF-2013), Idyllwild[англ.], Калифорния, США: приз за лучший иностранный фильм.
- Sunset Film Festival, Лос-Анджелес, США — Главный приз за лучший художественный фильм[29].
- III Забайкальский Международный кинофестиваль, Чита[30]: Главный приз «Хрустальный шар».
- VI-й Vеждународный правозащитный кинофестиваль «Ступени» (Украина): приз за лучший художественный фильм по правам человека[31].
- 10-й Международный кинофестиваль на Багамах (BIFF), Нассау[32]: Гран при жюри — New Visions award.

Полный список наград фильма «Сибирь. Монамур» (см. здесь)